# 白鬚田原神社
白鬚田原神社（しらひげたわらじんじゃ）は、大分県杵築市大田沓掛に鎮座する神社である。旧社格は郷社。どぶろく祭りで知られる。

## 祭神
- 天津日高彦穂瓊瓊杵命[3]
- 猿田彦大神
- 天宇受売命 他51柱

## どぶろく祭り
どぶろく祭りは、710年（和銅3年）から1300年以上も続いているとされ、毎年10月17日、18日に行われる。近年はどぶろく特区としてどぶろくの製造が認められてる地域も多いが、当社では構造改革特別区域（特区）が始まる前から、九州で唯一国税庁より許可されていた。
祭りは10月17日の前日祭と、18日の例大祭から成り、両日ともどぶろくが振る舞われるほか、18日には神輿の行幸がある。また、令和元年まで神社の名称に因んで、黒髪の部、鬚の部の2つの部門で「鬚自慢コンクール」が行われていた。。
9月25日に準備が始められ10月18日の例大祭まで続く一連の行事は、国東のとうや行事として1984年（昭和59年）12月20日に国の選択無形民俗文化財に選択されている。また、白鬚神社のどぶろく祭として1971年（昭和46年）3月23日に大分県の選択無形民俗文化財にも選択されている。

## 交通
- 大分空港道路 杵築ICから車で20分